# Culture de Polada
La culture de Polada est une culture archéologique de l'Âge du bronze qui s'est développée à la fin du IIIe et au début du  IIe millénaire av. J.-C., d'environ 2200 à 1600 av. J.-C.,, en Italie du Nord, notamment en Lombardie, Vénétie et Trentin.
Elle tire son nom du village de Polada, situé dans la commune de Lonato del Garda (province de Brescia, en Lombardie), où, dans les années 1870-1875, ont été trouvées dans une tourbière des vestiges archéologiques propres à cette culture, au cours de travaux de bonification des terres.

## Sites archéologiques et fouilles
Après la découverte du site de Polada, d'autres sites importants ont été découverts dans la plaine du Pô et ses alentours alpestres, dans une zone comprise entre Mantoue, le lac de Garde et le lac de Pusiano. 
Un site particulièrement important est celui du bassin du Lavagnone (it), une des petites conques lacustres d’origine glaciaire caractéristiques du paysage au sud du lac de Garde. Ce site permet de dater trois phases évolutives : Lavagnone 1 (2080 à 2050 av. J.-C.), Lavagnone 2 (2050 à 1985 av. J.-C.) et Lavagnone 3 (à partir de 1985 av. J.-C.).

## Habitat
Les implantations se trouvent souvent en zone marécageuse et sont alors bâties sous forme de cités lacustres.

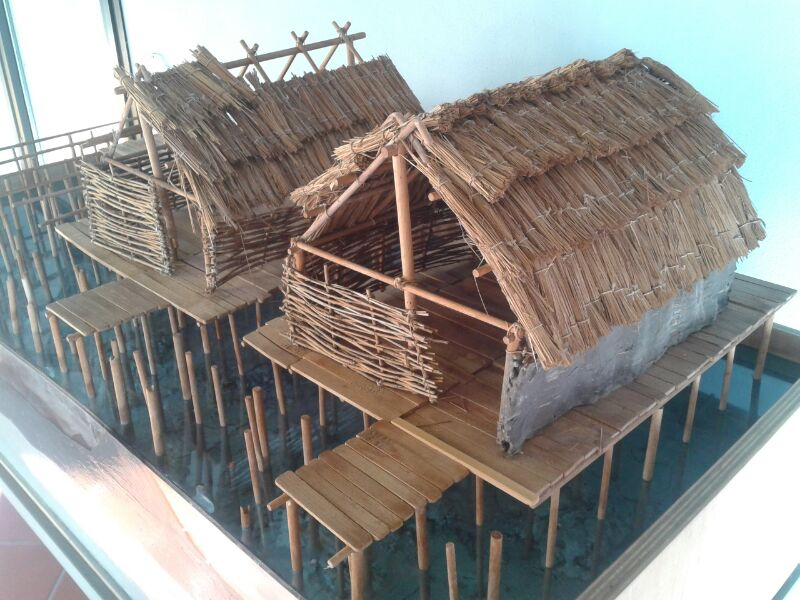
Reconstitution d'une habitation sur pilotis de la culture de Polada

## Vestiges

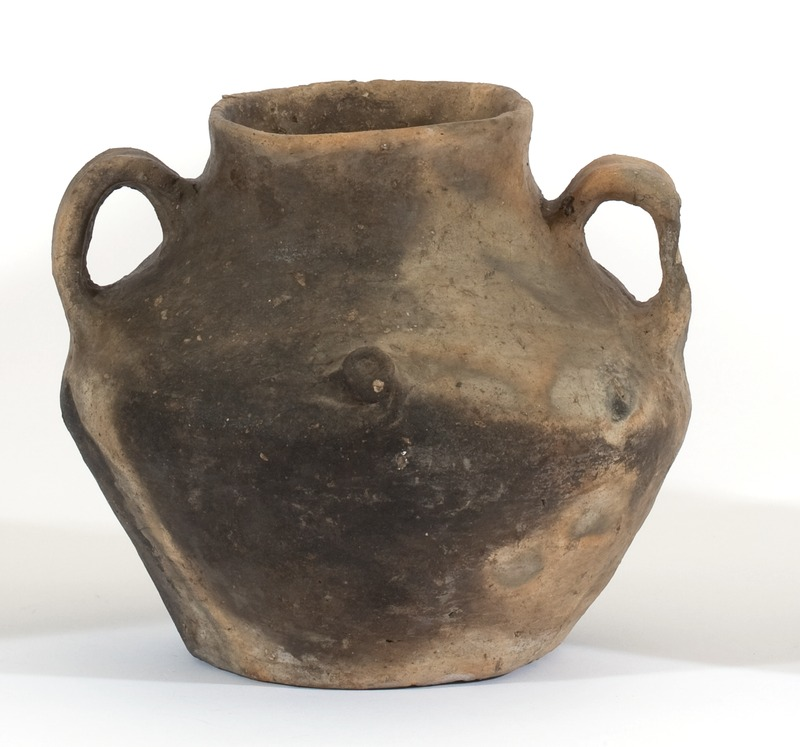
Poterie de Polada

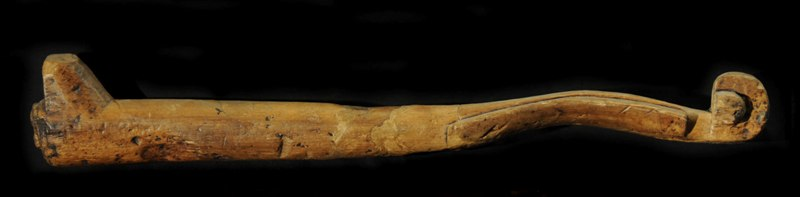
Joug de Polada (Lavagnone)

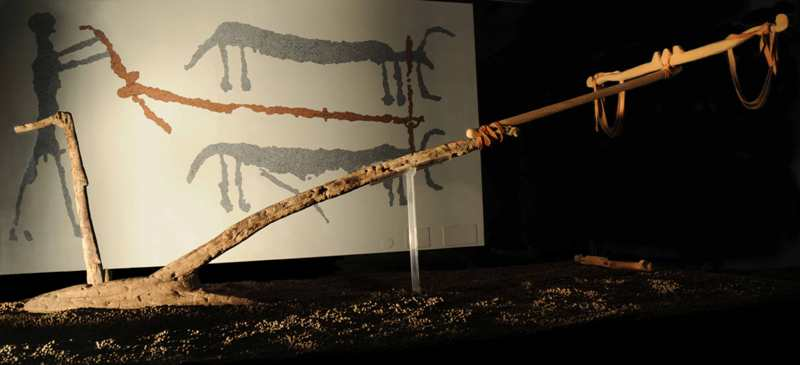
Araire de Polada

Les objets en céramique sont de facture grossière. Les pièces manufacturées sont en os, corne, bois et métal.
Les outils et les armes sont en bronze, semblables à ceux de la culture d'Unétice et de ceux d'autres groupes localisés au nord des Alpes.
Dans un site archéologique de la culture de Polada situé près de Solferino a été trouvé le plus ancien spécimen de cheval domestique connu à ce jour en Italie.

## Culture de Polada et culture campaniforme
La filiation entre la culture de Polada et la culture campaniforme est discutée. 
La culture de Polada ne semble pas issue de la culture de Remedello qui la précède. 
Selon l'archéologue Lawrence Barfield (1935-2009), l'apparition de la culture de Polada doit être attribueé à des populations d'origine steppique arrivant du sud de l'Allemagne et de la Suisse.
De nombreuses similitudes avec la culture de Polada se reconnaissent dans la phase initiale de la culture de Bonnanaro, qui se diffuse en Sardaigne à la même époque. Des influences poladiennes se trouvent également dans les cultures de l'Âge du bronze ancien de Ligurie, de Romagne, de Corse et du Midi de la France.